# Windows Server 2003
Windows Server 2003 es un sistema operativo descontinuado de la familia Microsoft Windows para servidores que salió al mercado en 2003. Sustituyó a las ediciones de servidor de Windows 2000, dividiéndose por completo de la rama traidicional. Estaba basada en tecnología NT y la versión del núcleo NT es la 5.2.
En términos generales, Windows Server 2003 se podría considerar como un Windows XP modificado para labores empresariales, no con menos funciones, sino que estas estaban deshabilitadas por defecto para obtener un mejor rendimiento y para centrar el uso de procesador en las características de servidor; por ejemplo, la interfaz gráfica denominada Luna de Windows XP vino desactivada por lo que solo se utilizaría la interfaz clásica de Windows.

## Características
Sus características más importantes fueron:
- Sistema de archivos NTFS:

1. Cuotas
2. Cifrado y compresión de archivos, carpetas y no unidades completas.
3. Permitió montar dispositivos de almacenamiento sobre sistemas de archivos de otros dispositivos al estilo unix

- Gestión de almacenamiento, backups... incluyó gestión jerárquica del almacenamiento, consistiendo en utilizar un algoritmo de caché para pasar los datos menos usados de discos duros a medios ópticos o similares más lentos, y volverlos a leer a disco duro cuando se necesitasen.
- Windows Driver Model: Implementación básica de los dispositivos más utilizados, de esa manera los fabricantes de dispositivos solo han de programar ciertas especificaciones de su hardware.
- Active Directory Directorio de organización basado en LDAP, permitió gestionar de forma centralizada la seguridad de una red corporativa a nivel local.
- Autentificación Kerberos 5
- DNS con registro de IPs dinámicamente
- Políticas de seguridad

### Servidores
Los servidores que manejó Windows 2003 fueron:
- Servidor de archivos
- Servidor de impresiones
- Servidor de aplicaciones
- Servidor de correo (SMTP/POP)
- Servidor de terminal
- Servidor de Redes privadas virtuales (VPN) (o acceso remoto al servidor)
- Controlador de Dominios (mediante Active Directory)
- Servidor DNS
- Servidor DHCP
- Servidor de Streaming de Vídeo
- Servidor WINS
- Servidor RIS Remote Installation Services (Servicios de instalación remota)

## Servidor de impresión
Para activar el servidor de impresión en Windows Server 2003 había que implementar una red cliente servidor y configurar la impresora en los PC, y quedaba listo para que se pueda utilizar, ya sea desde el servidor o desde un "PC hijo"

### Mejoras respecto a Windows 2000 Server
Diferencias principales con Windows 2000 Server
1. Durante la instalación arrancaba con el mínimo de servicios activados para no comprometer la seguridad del sistema
2. Mejoras en el manejo de políticas de seguridad
3. Active Directory ya no utilizó NetBIOS sino que fue necesaria la presencia de un DNS que soportase Service Records (detección de servicios ofrecidos por una máquina a través de un DNS)

## Ediciones de Windows Server 2003
Actualmente existen cinco versiones de Windows 2003, y todas ellas cuentan a su vez con versiones de 32 y 64 bits (excepto Web Edition). Las versiones son:
- Web Edition Diseñado para los servicios y el hospedaje Web.
- Standard Edition El más versátil de todos, ofrece un gran número de servicios útiles para empresas de cualquier tamaño.
- Enterprise Edition Para empresas de mayor tamaño que la Standard Edition.
- Datacenter Edition Para empresas que requieran bases de datos más escalables y un procesamiento de transacciones de gran volumen.
- SmallBusiness Edition Dirigido para empresas pequeñas que tengan menos de 25 estaciones de trabajo.

Las diferencias entre las versiones, explicadas en mayor detalle, pueden encontrarse en la Web de Microsoft.

### Service Pack 1 (SP1)
El 30 de marzo de 2005, Microsoft lanza (Service Pack 1), para todas las versiones de Windows 2003. Con él, dotan al Sistema operativo de las mejoras incluidas en el SP2 de Windows XP, tales como una nueva interfaz para el Cortafuegos (aunque al tratarse de un servidor, el cortafuegos estaba deshabilitado por defecto), o la corrección de todos los bugs aparecidos hasta la fecha en Windows Server 2003. El soporte de Windows Server 2003 Service Pack 1 finalizó el 14 de abril de 2009.

### Service Pack 2 (SP2)
El 12 de marzo de 2007 se lanzó el Service Pack 2 de Windows Server 2003. Este SP2 está concebido como una actualización para Windows Server 2003 R2, a su vez una actualización del Server 2003 original que Microsoft lanzó en diciembre de 2005. No obstante, este Service Pack se instala tanto sobre versiones R2 del sistema como sobre la versión original.
Entre las novedades que podemos encontrar en este Service Pack destacamos:
- Microsoft Management Console (MMC) 3.0, que hace del proceso de creación de directivas (policy) de grupos introducido en el anterior service pack, algo más intuitivo y manejable.
- Windows Deployment Services en substitución de Remote Installation Services para la realización de instalaciones remotas del sistema (sin encontrarse delante de la computadora en la cual se va a instalar ni tener el DVD del sistema en el lector de esta).
- Scalable Networking Pack (SNP) permite escalar las redes corporativas (hacerlas crecer y controlar dicho crecimiento en la dirección que queramos) para hacer frente a las crecientes demandas de ancho de banda por parte de algunas aplicaciones concretas.
- El cliente de conexión a redes inalámbricas soporta ahora autentificación WPA2.
- Incluye todas las actualizaciones de seguridad y parches lanzados hasta la fecha.

Este Service Pack ya puede descargarse para su instalación o en formato de imagen ISO para grabar en CD o DVD para las plataformas de 32 y 64 bits. El Soporte Técnico para este Service Pack finalizará 12 o 24 meses presentado el próximo Service Pack, o cuando finalice el ciclo de vida del producto, lo que ocurra primero.